# Groniczki
Groniczki (833 m n.p.m.) – szczyt w Grupie Magurki Wilkowickiej w Beskidzie Małym. Wznosi się w głównym grzbiecie tej małej grupy górskiej, biegnącym tu z południowego zachodu na północny wschód, pomiędzy Gaikami (810 m) a przełęczą U Panienki (739 m). Z południowych jego stoków, tworzących rozległy, głęboki kocioł, wypływa potok Żarnówka Duża, zaś w kierunku północno-zachodnim wysyła on krótki, niewybitny grzbiet, rozdzielający potoki Kozówka i Pisarzówka. W niemieckich wydawnictwach turystycznych z przełomu XIX i XX w. szczyt występował pod nazwą Hanslik.
Przez Groniczki w linii grzbietu biegnie granica między wsią Kozy (stok północno-zachodni) w powiecie bielskim, a Żarnówką Dużą (część wsi Międzybrodzie Bialskie) w powiecie żywieckim (obydwie miejscowości w województwie śląskim).
Groniczki są całkowicie porośnięte mieszanymi lasami. Rosną w nich bardzo stare jawory, a w podszycie występuje naparstnica purpurowa.
Grzbietem Groniczków biegnie Mały Szlak Beskidzki.
Szlak turystyczny
 Mały Szlak Beskidzki na odcinku: Zapora Porąbka – Zasolnica – Bujakowska Góra (Bujakowski Groń) – Chrobacza Łąka – przełęcz U Panienki – Groniczki – Gaiki – Czupel – Bielsko-Biała. Czas przejścia: 4:05 h, ↑ 4:25 h.

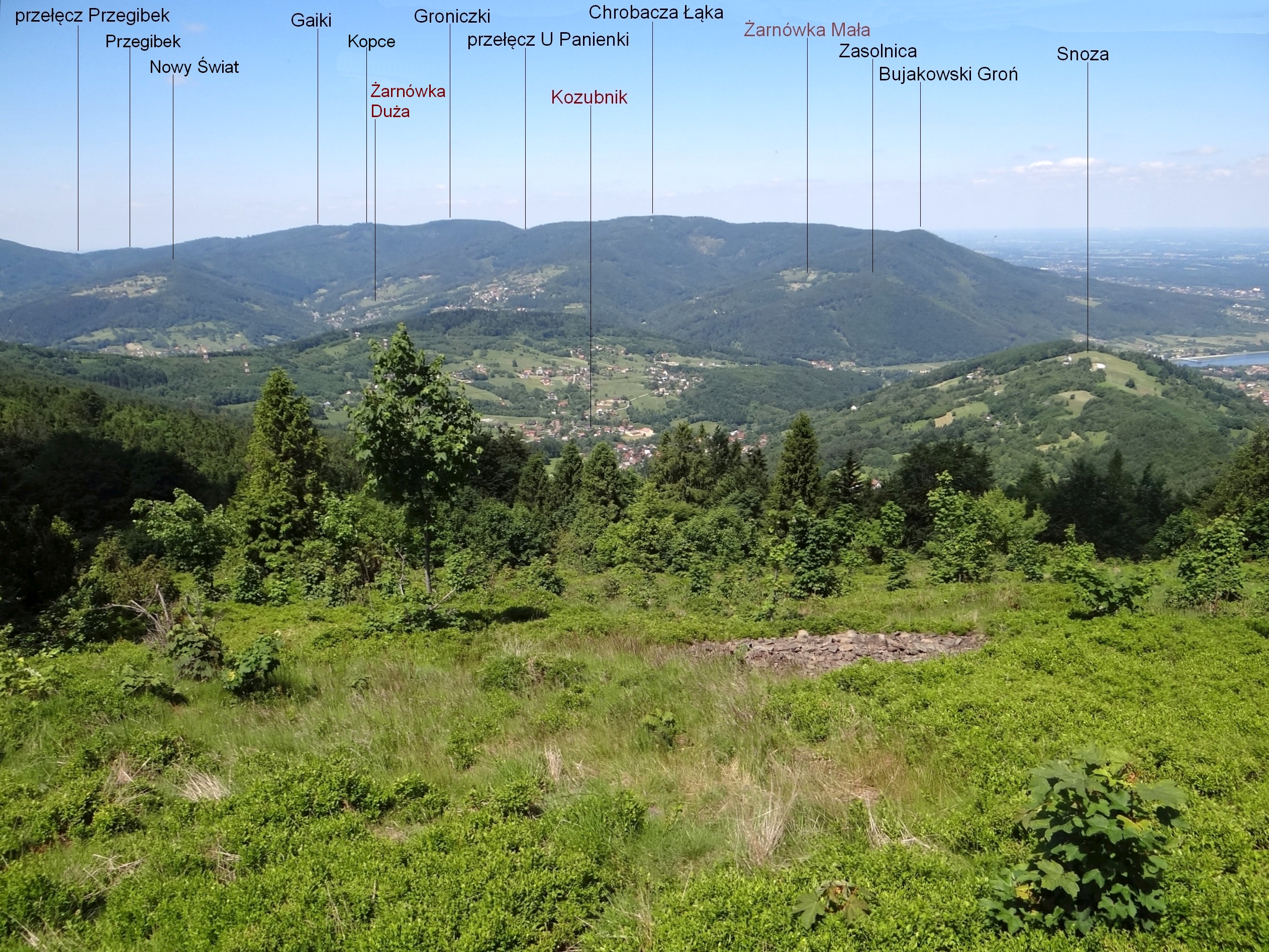
Widok z Kiczory